# (57151) 2001 QY1
2001 كيو واي 1 (ويعرف أيضًا باسم (57151) 2001 كيو واي 1 وفق تسمية الكوكب الصغير) (بالإنجليزية: 2001 QY1)‏؛ هو كويكب ضمن حزام الكويكبات.
اكتُشف هذا الجُرم الفلكي بواسطة بحث لنكولن عن الكويكبات القريبة من الأرض في 16 أغسطس 2001، وترتيبه 57151 من حيث الاكتشاف.

## الوصف
اكتُشف 571512001QY في 16 أغسطس 2001 في مرصد ماغدالينا ريدج، الواقع في مقاطعة سوكورو، نيومكسيكو في الولايات المتحدة، بواسطة مشروع بحث لنكولن عن الكويكبات القريبة من الأرض (بالإنجليزية: Lincoln Near-Earth Asteroid Research)‏ LINEAR. وقد رصد المشروع 1,377 مشاهدة للكويكب إلى غاية 25 أغسطس 2021 بتوقيت منطقة المحيط الهادئ، أي في مدة قدرها 8,642 يومًا (23.7 عام). تستغرق الفترة المدارية للكويكب 1,520 يومًا (4.2 عام).

## الخصائص المدارية
يتميز مدار هذا الكويكب بنصف محور رئيسي يبلغ 2.59 وحدة فلكية، وحضيض قدره 2.1 وحدة فلكية، وانحراف قدره 0.189 وزاوية ميلان 3.28 درجة بالنسبة لمسار الشمس. بسبب هذه الخصائص، أي نصف المحور الرئيسي بين 2 و3.2 وحدة فلكية وحضيض أكبر من 1,666 وحدة فلكية، يُصنف هذا الجُرم الفلكي وفقًا لقاعدة بيانات مختبر الدفع النفاث لأجرام النظام الشمسي الصغيرة كائنًا من حزام الكويكبات الرئيسي.

## وصلات خارجية
- (57151) 2001 QY1 في قاعدة بيانات مختبر الدفع النفاث لأجرام النظام الشمسي الصغيرة

- الاكتشاف · مخطط المدار ·  العناصر المدارية · المعلمات المادية

- (57151) 2001 QY1 على موقع ويكي سكاي: DSS2, SDSS, GALEX, IRAS, Hydrogen α, X-Ray, Astrophoto, Sky Map, Articles and images